# Nik Venet
Nikolas Kostantinos Venetoulis, mer känd som Nik Venet, född 3 december 1936 i Baltimore i Maryland, död 2 januari 1998 i östra Los Angeles i Kalifornien, var en amerikansk skivproducent, skådespelare och sångare. Han är mest känd för att ha gett Beach Boys deras första skivkontrakt och producerat deras tidiga material.  
I miniserien Beach Boys: An American Family gestaltas han av Jad Mager.  

## Biografi
Nik Venet inledde sin karriär som författare vid 17 års ålder i New York, där han hyrde ett mindre kontor tillsammans med artisten Bobby Darin och 1957 fick han sitt genombrott som rockabillysångare. Ett par år senare träffade han Bruce Johnston och de började komponera musik tillsammans. År 1961 började han jobba som skivproducent för Capitol Records och under en månads tid hann han ge Beach Boys, Bobby Darin och Glen Campbell skivkontrakt samtidigt som han spelade i sitt eget band, The Vettes. Han spelade också tillsammans med Beach Boys och blev senare producent på andra skivbolag.
Venet dog 1998 till följd av Epstein-Barr-virus.

## Filmografi
- 1956 - Telephone Time (gästroll i TV-serie)
- 1956 - Broken Arrow (gästroll i TV-serie)
- 1957 - West Point (gästroll i TV-serie)
- 1958 - Raket i paradiset